# روي هاغينز
روي هاغينز (بالإنجليزية: Roy Huggins)‏ (18 يوليو 1914، مقاطعة لويس في الولايات المتحدة - 3 أبريل 2002، سانتا مونيكا في الولايات المتحدة)؛ منتج أفلام، كاتب، منتج تلفزيوني، كاتب سيناريو وروائي أمريكي.

## روابط خارجية
- روي هاغينز على موقع IMDb (الإنجليزية)
- روي هاغينز على موقع قاعدة بيانات الفيلم (الإنجليزية)